# Atractosporaceae
Die Atractosporales sind eine Ordnung der Schlauchpilze.

## Merkmale
Die Atractosporales bilden im Substrat eingesenkte oder halb eingesenkte Fruchtkörper. Sie sind fast kugelig bis kegelförmig, dunkelbraun und mit einem seitlichen Hals. Sie liegen oft horizontal auf der Substratoberfläche. Ein Stroma ist nicht vorhanden. Die Ostiolen, also die Öffnungen der Fruchtkörper, sind periphysat, das heißt, sie haben fädige Filamente entlang der Öffnung. Die Peridie ist lederig bis zerbrechlich und zweischichtig. Paraphysen sind reichlich vorhanden. Die Schläuche besitzen immer acht Sporen und sind einschichtig (unitunikat). Sie sind zylindrisch, gestielt, am Grunde abgerundet und mit einem ausgeprägten lichtbrechenden, keilförmigen und inamyloiden (mit Iod nicht anfärbbaren) apikalen Ring. Die Sporen sind in einer Reihe angeordnet (uniseriat), durchscheinend, spindelförmig und unseptiert oder quer septiert.
Die Nebenfruchtform ist, wenn vorhanden, hyphomycetisch. Die Kolonien sind dunkelbraun bis schwarz, eben und glatt. Die Konidienträger entstehen aus nur einer einzelnen Hyphe (mononematös) und ihre Hyphen sind deutlich größer als normale Hyphen (mikronematös) oder halb-makronematös (in dem Fall sind die Hyphen größer). Sie sind septiert, verzweigt oder unverzweigt, gerade oder gewunden. Sie sind durchscheinend, werden bei Reife aber braun. Die konidiogenen Zellen sind holoblastisch, d. h. sie werden als Ganzes nach der Bildung abgeschnürt. Sie sind tonnenförmig und zylindrisch. Die Konidien sind braun, mauerförmig, unregelmäßig kugelig.

## Ökologie
Vertreter der Atractosporales leben ausschließlich im Süßwasser saprob und dort auf untergetauchtem Holz. Vertreter der Pseudoproboscisporaceae leben auf verrottendem Bambus im Süßwasser.

## Systematik und Taxonomie
Die Familie Atractosporaceae und auch die Ordnung Atractosporales wurde 2017 von Huang Zhang, Kevin David Hyde und Sajeewa S. N. Maharachchikumbura erstbeschrieben. Bei der Erstbeschreibung zählten noch die Familien Conlariaceae und Pseudoproboscisporaceae zur Ordnung. Spätere Untersuchungen konnten die Verwandtschaft aber nicht bestätigen und stellten die Conlariaceae in eine eigene Ordnung, die Conlariales und die Pseudoproboscisporaceae sind noch unsicher hinsichtlich ihrer Stellung.
Daher besteht die Ordnung nur noch aus einer Familien mit zwei Gattungen:
- Atractosporaceae H. Zhang, K.D. Hyde & Maharachch.
  - Atractospora mit fünf Arten
  - Rubellisphaeria mit nur einer Art